# Buxerulles
Ne doit pas être confondu avec Buxereuilles ou Bouxurulles.
Buxerulles est une commune associée du département de la Meuse, en région Grand Est.

## Toponymie
Anciennes mentions : Buxerollæ (1135), Buxereules (1463),  Buxerolles (1549), Buxerieulles (1642), Bussereulles (1656), Busselure (1700), Bucerulle (1738), Bussereuil (1745),  Buxrulle (1760).

## Histoire
Avant 1790, Buxerulles faisait partie du Barrois non mouvant (marquisat et prévôté d'Heudicourt) et du point de vue spirituel du diocèse de Verdun (archid. de la Rivière, doyenné de Saint-Mihiel).

## Politique et administration
| Période                                  | Période | Identité        | Étiquette | Qualité |
| ---------------------------------------- | ------- | --------------- | --------- | ------- |
|                                          |         | Elisée François |           |         |
| Les données manquantes sont à compléter. |         |                 |           |         |

## Démographie
| 1926 | 1936 | 1946 | 1954 | 1962 | 1968 |
| ---- | ---- | ---- | ---- | ---- | ---- |
| 120  | 104  | 99   | 101  | 99   | 75   |